# 世界近代彫刻シンポジウム
世界近代彫刻シンポジウム（せかいきんだいちょうこくシンポジウム）は、日本においての第一回国際彫刻シンポジウムとして、1963年の夏に神奈川県真鶴町の道無海岸で開催された。

## 世界近代彫刻シンポジウム
近代彫刻は個人のサロンや美術館から抜け出し、都市の公共の広場に進出して、彫刻芸術の社会性を強く主張してきた。　こうした世界の彫刻会の現状を紹介し、日本の美しい都市づくりの一つの機縁というねらいから、朝日新聞主催による　世界近代彫刻日本シンポジウムが1963年7月から三ヶ月間、神奈川県真鶴町道無海岸で開催された。
彫刻シンポジウムは、元々ドイツの心理学者チャガン博士とオーストリアの彫刻家カールプラントルとの協力により、1959年にオーストリアで始められた。  シンポジウムとは、師、流派、人種を超越して参加した作家が、自由なテーマで約三ヶ月間、寝食を共にして、青空の元で制作し合う事で、世界中に広まりつつあった。
このオーストリアの彫刻シンポジウムを第二回目の1960年に参加した水井康雄が、日本の真鶴での開催を企画した。
世界近代彫刻シンポジウム参加者は、日本国内外から選ばれた彫刻家が12人で構成された。　世界各国から参加を希望してきた44人の著名な作家のうち、すでに国際的評価を確立している事を基準にして厳選された。　また、作家達は近隣のホテルや旅館に合宿して、早朝から夕日が落ちるまで、重量十トンを超える真鶴の安山岩・新小松石の巨石と取っ組み、真夏の強烈な白日の下　制作にあたった。　会場では、参加者の国籍を示す6カ国の国旗が立てられ、作家が鑿や槌で石を砕いたり引いたりするフォルムを徐々に作品に仕上げていくところが芸術のオリンピックさながらであったとされている。
彫刻制作において、これが大作となると大概は助手が着くことが多いが。このシンポジウムでは12人の作家に5人の石工が協力しただけで、9月に入ってからは2人というかなり過酷な状況であったので、作家達は休日も無い程、懇親を込めてハンマーを振るった。　彫刻の点在する道無海岸、彫刻家達は思い思いの場所に陣取り作品に向かった。　　作品の一つ一つに作家の個性がよくでており、クチュリエの　《グループ》　は、幾何学的な抽象構成で、どことなく寄り添う二人の人間を連想させ、リプシの　《大洋的　Ｎｏ.１》　は、静かな波のうねりを造形化したよな迫力がある。　海といえば、バウマンが　《海》　をテーマに制作し、石の抒情詩を刻んでる清潔な抽象である。　シニョリーは　「広島のためのモニュマン」を、一見お墓のような立法的であったが、簡素にして優美であった。　また優美といえば、カルデナスの「鳥」。　「石のこころ」を刻む　ポンセ、また日本側は、石彫りの新鋭・木村の、祈る人を連想させるような清純さと同時にゆたかな量感を形作る。　長年、パリで活躍してきた水井の仕事は、多様な動きを巨岩にひそめながら、堂々たる「道無」の記念碑を刻みあげた。　ベテランでは、本郷の総称的な様式化を示す、「馬の頭」の彫刻や、野水の象徴的な　《Manazuru》が制作された。
この美しい自然の中での、著名な各国の作家が彫刻について考え、制作しあうシンポジウムは、文化の地についた国際交流であると、この道無海岸には何十万人と見学者が訪れた。　また、これが日本で開催された第一回目の彫刻シンポジウムであり、日本で制作し、日本の人々と話し合い、日本文化に触れ、こうしたシンポジウムが今後も開催されるといいと、外国作家達は語ったようである。

## シンポジウム招待作家と作品
出典：　
- オーギュスタン　カルデナス　（キューバ）　《真鶴の夏の鳥》　《真鶴の夜の鳥》　2点制作、　1927年生まれ、　パリで活躍　キューバ国家彫刻賞受賞
- ローベル　クチュリエ　（フランス）　《グループ》　制作　1905年生まれ　フランス国立美術学校教授　サロン・ド・メの設立会員
- モーリス　リプシ　（フランス）　《大洋的　Ｎｏ.１》　制作　1898年生まれ　レアリテ・ヌーベル展主宰
- アンントワーヌ　ポンセ　（スイス）　《安山岩の心に》　制作　1928年生まれ　パリで活躍している中堅作家
- カルロ　シニョリー　（イタリア）　《広島と長崎に捧ぐ》　制作　1906年生まれ　イタリア抽象彫刻の第一線
- ヘルベルト　バウマン （ドイツ）　《海》　制作　1925年生まれ　ドイツ抽象彫刻の新鋭　　前ベルリン美術学校助教授
- 本郷新　《馬の石》　制作　1905年生まれ　札幌市出身　新制作創立者の一人
- 木村賢太郎　　《人間像》　制作　1928年生まれ　東京都出身　無所属　現代美術店最優秀賞受賞者
- 水井康雄　　《道無’63》　制作　1925年生まれ　京都市出身　パリ在住　ヨーロッパ各国の展覧会、シンポジウムで活躍中
- 毛利武士郎　　《祭殿》　制作　1923年生まれ　東京都出身　アート・クラブ会員　ロンドン国際彫刻コンクールで受賞
- 野水信　《Manazuru》　制作　1914年生まれ　金沢市出身　二科会員　日本美術展等の招待作家
- 鈴木実　《儀式Ｎｏ．３》　制作　1930年生まれ　山形県出身　彫刻家集団の会員

## 世界近代彫刻シンポジウム　その後
真鶴でのシンポジウムが終了後、作品は東京新宿御苑の西洋庭園に運搬され、野外作品展として、全作品15点が同年10月5日から31日迄公開された。　初日には、開会式が行われ、12人の作家、また各国大使も参加した。
新宿御苑での野外展示の後、同年の12月には新宿小田急百貨店にて『世界近代彫刻シンポジウム』と題した展覧会が開催された。　ここでは、ブロンズ等の小品やデッサンが展示された。
明年の1964年のオリンピックの際には、大作の15点がスタジアムの周辺を飾った。
東京オリンピックの後、この作品は、大阪富田林のＰＬ教団に買い上げられ、現在も設置されている。

## 関連文献
- 「世界近代彫刻シンポジウム」真鶴で開く　 東京文化財研究所、1963
- 藤原信オーラル・ヒストリー　2010年11月29日  日本美術オーラル・ヒストリ－・アーカイブ
- 世界近代彫刻シンポジウムの成立 - 彫刻回帰線　柴田葵　 (PDF) 文化資源学会(7), 29-41, 2008
- 創作のまち真鶴の原点。『世界近代彫刻シンポジウム』と小松石の物語　真鶴半島イトナミ美術館　作品No.29